# Теорія літака
Теорія літака – це наука про будову та принципи польоту повітряного судна. 

## Предмет вивчення
Знання теорії літака потрібне при проектуванні, коли вирішується задача про обрання таких характеристик, що забезпечували б надійну і безаварійну експлуатацію повітряного судна за різних режимів польоту, а також в процесі експлуатації для їх контролю і регулювання з метою дотримання безпеки авіаперевезень.
Основними  завданнями теорії є класифікація літаків за конструкційними ознаками, будовою та призначенням, загальний опис конструкції літальних апаратів, їх систем та обладнання, систематизація фізичних законів і принципів польоту літака, а також вивчення технологій та процесів виробництва, ремонту і технічного обслуговування повітряних суден. 

## Теорія літака як навчальна дисципліна
Навчальна дисципліна «Теорія літака», або ж "Основи теорії літака"  з огляду на предмет вивчення відноситься до навчальних дисциплін обов'язкового компоненту циклу технічної підготовки здобувачів вищої освіти авіаційних спеціальностей. 

## Базові дисципліни
Оскільки літак є твердим тілом, то загальні відомості про теорію літака спираються на закони теоретичної механіки, але оскільки їх рух відбувається у повітрі, вимагаються знання законів руху повітря, тобто аеродинаміки. Також до базових дисциплін можна віднести вищу математику, фізику, інженерну графіку та інформатику. 

## Основні розділи
Теорія літака складається з двох великих розділів, перший з яких описує будову та конструкцію повітряного судна, а другий, відповідно,  пояснює основні фізичні принципи динаміки польоту літака.